# 共喰い (小説)
『共喰い』（ともぐい）は、田中慎弥の短編小説。第146回芥川賞受賞作。

## 発表
初出は『すばる』2011年10月号。併録は『第三紀層の魚』（『すばる』2010年12月号初出、第144回芥川賞候補作）。2012年1月27日に集英社より刊行され、同日、発行部数が10万部に達する。2月9日、20万部に達したことが発表される。2月27日のオリコン本ランキングBOOK総合部門において、芥川賞受賞作として初の首位を獲得。

## あらすじ
昭和63年夏。17歳の男子高校生・遠馬は、父・円、その愛人の琴子とともに川辺の街で暮らしていた。円は性交の折に殴ったり首を絞めたりする悪癖があり、そのために琴子の顔と体はあざだらけであった。遠馬は自らの中に流れる怪物的な父の血を怖れ、一つ年上の恋人・千種に同じことをしてしまうのではないかという不安を抱いていた。

## 評価
松永美穂は、父と子の葛藤の物語であることに着目し、ゼウスやオイディプスに連なる神話的な要素があると述べた。一方、内藤千珠子は、主人公と「父殺しの物語」および「女の意志」とのあいだの距離に本作の批評性があると指摘。富岡幸一郎は、「一種地獄絵図めいた世界」が描かれてはいるものの、川の存在によって「ふしぎな安静と静寂」がもたらされ、「遥かな郷愁さえ感じさせるものがある」という。今福龍太は、本作を「粘着力ある豪放な色相に満ち満ちた聖なる無為徒食の怪物」として評価した。
2012年1月17日、第146回芥川龍之介賞に選ばれる。

## 映像化
2013年、青山真治監督、荒井晴彦脚本による映画化作品『共喰い』が公開される。